# Harry Hermann Salomon
Harry Hermann Salomon (* 1860 in London-Shoreditch; † 1936 in Edmonton bei London) war ein britischer Porträtmaler der Düsseldorfer Schule sowie Fotograf.

## Leben

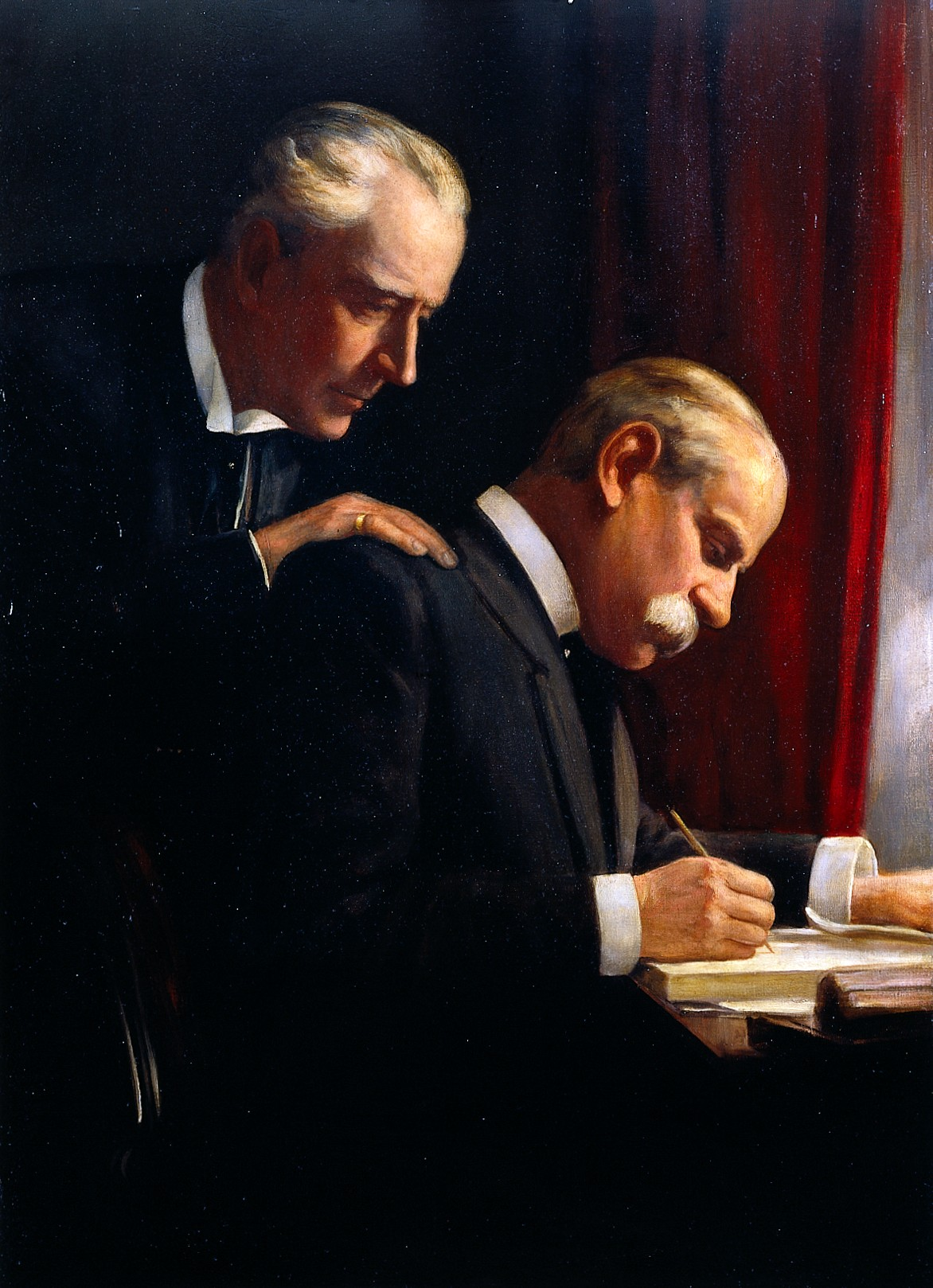
Sir Francis Laking and Sir Frederick Treves

Salomon studierte in den Jahren 1879 bis 1881  sowie 1889 an der Kunstakademie Düsseldorf. Zuletzt besuchte er dort die Klasse für Dekoration und Ornamentik von Adolf Schill. Außer Schill waren die Maler Hugo Crola und Heinrich Lauenstein seine Lehrer. In den Jahren 1882 bis 1883 hatte er ein Atelier in der 151 Fulham Road, London-Chelsea. Viele seiner Porträts entstanden nach Fotografien.